# سهجووال
سهجووال (به انگلیسی: Sahjowal) یک شهر در پاکستان است که در ناحیه قصور واقع شده‌است.